# List do Kolosan
List do Kolosan [Kol] – list do gminy chrześcijańskiej w Kolosach, stanowiący księgę Nowego Testamentu, wg tradycji napisany przez Pawła z Tarsu. Adresaci listu wywodzili się prawdopodobnie ze środowiska pogańskiego. List prezentuje obraz żywej, zjednoczonej i stałej w wierze, jednak nie w pełni dojrzałej duchowo wspólnoty. Został napisany w celu umocnienia wiary młodego Kościoła kolosańskiego i ostrzeżenia go przed grożącymi mu błędami. Zgodnie z listem chrześcijanie powołani są do nowego życia w Chrystusie, który jest Głową Kościoła, i nie powinni poddawać się w niewolę nauk czysto ludzkich. Jako wybrani przez Boga powinni dawać świadectwo nowego życia i w swym postępowaniu mieć wzgląd na Jezusa Chrystusa.
Różnice w języku i nauczaniu w porównaniu z innymi listami Pawłowymi skłaniają niektórych egzegetów do podważania autorstwa apostoła Pawła. List do Kolosan łączy związek z dwoma innymi listami Pawła: Listem do Efezjan i Listem do Filemona.
Uznawany za najstarszy znany obecnie odpis (fragmentaryczny) listu jest papirus {\displaystyle {\mathfrak {P}}^{46}} (lub Chester Beatty II), którego powstanie datowane jest między I a III wiekiem.

## Adresaci
Adresatami Listu do Kolosan są mieszkańcy Kolosów, niewielkiego miasta we Frygii leżącego w dolinie rzeki Likos, u podnóża góry Kadmos, w odległości około 190 km od Efezu. Około 17 km na północny zachód od Kolosów znajdowała się starożytna Laodycea (Denizli), a około 26 km Hierapolis (Pamukkale). Miasto istniało przynajmniej od V wieku p.n.e. W okresie od V do III wieku było głównym ośrodkiem miejskim w dolinie Likosu. Podstawę dobrobytu Kolosów, oprócz handlu, stanowił wyrób tkanin wełnianych, a nazwy miasta (colossinus) używano do określania ciemnoczerwonego barwnika stosowanego do farbowania wełny. Na początku ery chrześcijańskiej Kolosy utraciły dawne znaczenie na rzecz sąsiadującej z nimi Laodycei. Region doliny Likosu nawiedzały częste trzęsienia ziemi. Wedle informacji znajdującej się u Tacyta jedno z nich, datowane na 60/61 rok, bardzo poważnie dotknęło Laodyceę, a przypuszczalnie również Kolosy. Miasto popadło w ruinę w III wieku po Chr., a w jego pobliżu założono nowe miasto o nazwie Chonai (Honaz).

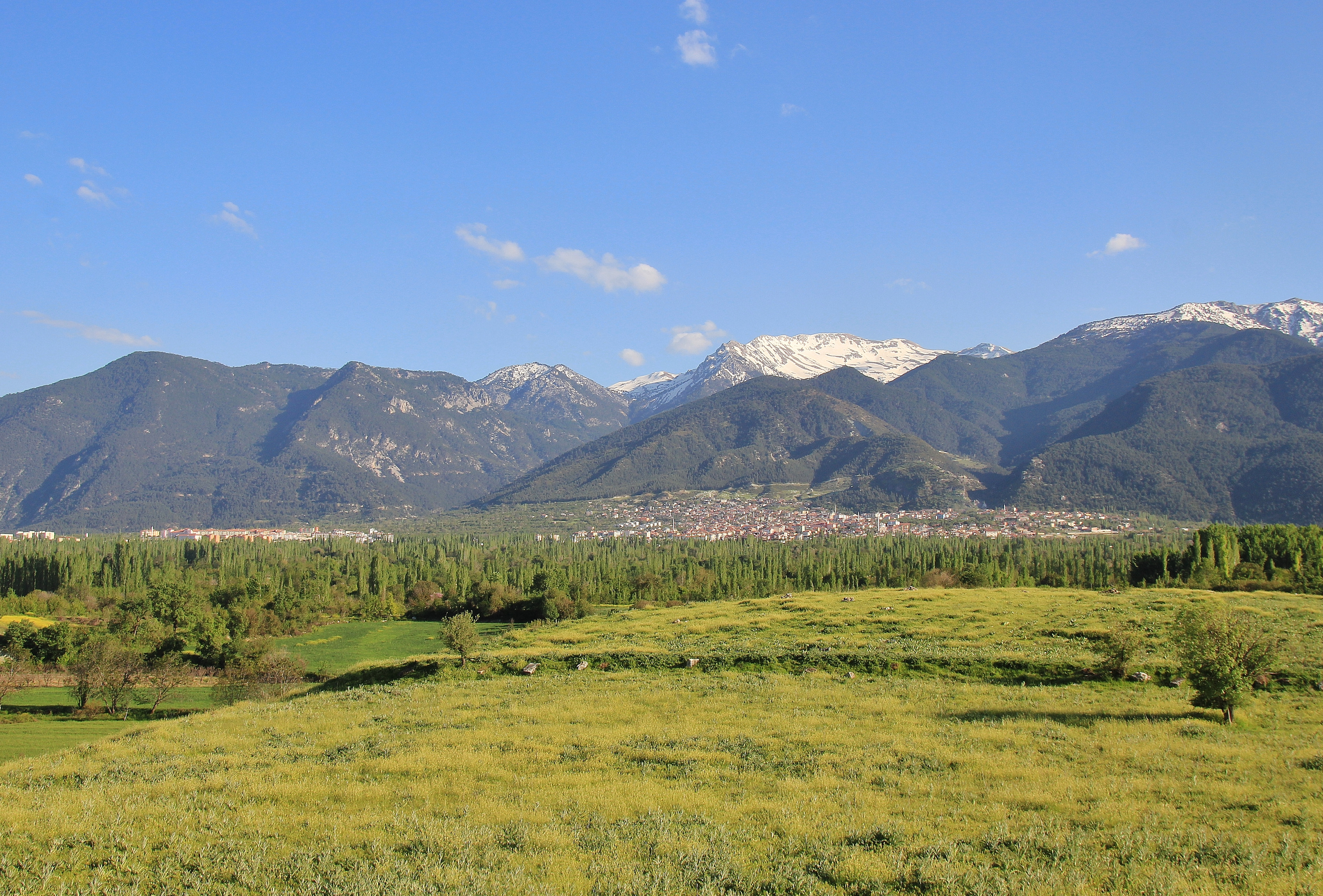
Widok na Kadmos i współczesne Honaz

Ludność Kolosów stanowili rodowici Frygijczycy, Grecy oraz spora, szacowana na około 10 tysięcy, kolonia żydowska. W Kolosach oddawano cześć Artemidzie Efeskiej i Zeusowi Laodycejskiemu, a także Menowi, Selene, Demeter, Hygiei, Heliosowi, Atenie, Izydzie i Serapisowi i innym pomniejszym bóstwom. Rejon Kolosów był też znany w starożytności z ekstatycznych kultów misteryjnych bogini Kybele. W pobliskim Hierapolis, obok świątyni Apollina, znajdowała się grota Plutonion – uważana za wejście do podziemi – do której wydobywał się przez szczeliny trujący gaz. Do groty mieli prawo wchodzić jedynie kapłani frygijskiej bogini ziemi Kybele – eunuchowie, zwani Galloi. Wchodzili tam jednak i śmiałkowie spoza stanu kapłańskiego. Pobyt w grocie powodował halucynacyjne wizje – jak wierzono – dar bogini, który otrzymać mogli tylko najdoskonalsi.
Wspólnota chrześcijańska w Kolosach, składająca się głównie z dawnych pogan, powstała w I wieku. Została założona najprawdopodobniej przez Kolosanina Epafrasa, ucznia świętego Pawła Apostoła.

## Okoliczności powstania
Epafras, który przybył do Apostoła z Kolosów, przywiózł wiadomości o Kościele w Kolosach, o wierze i miłości tej wspólnoty (1,4; 2,5), ale też o spekulacjach szerzących się wśród dawnych pogan nawróconych na chrześcijaństwo. Kolosanie dali posłuch fałszywej mądrości i błędnej ascezie, narzucali sobie konieczność zachowywania przepisów Prawa Mojżeszowego dotyczących przyjmowania pokarmów, respektowania szabatu i określonych dni świątecznych, oddawali cześć aniołom i spekulowali na temat żywiołów świata, przestrzegając zakazów dotyczących dotykania rzeczy materialnych. List do Kolosan stanowi odpowiedź na tak przedstawioną sytuację chrześcijan w Kolosach.

## Układ Księgi
| 1,1-2   | Adres                                 | Pozdrowienia |
| 1,3-14  | Dziękczynienie i modlitwa             | Podziękowanie Bogu za wiarę i miłość kolosan (1,3-8). Modlitwa (1,9-14)                                                         |
| 1,15-23 | Hymn Chrystologiczny                  | Hymn (1,15-20). Skutki odkupienia (1,21-23)                                                                                     |
| 1,24-29 | Działalność Pawła                     | Trudy apostolskie (1,24-25). Objawienie i zwiastowanie tajemnic Bożych (1,26-29)                                                |
| 2,1-23  | Nauczanie                             | Tradycja o Jezusie Chrystusie (2,1-15). Ludzkie tradycje szerzące się wśród kolosan (2,16-23)                                   |
| 3,1-4,6 | Praktykowanie życia w Ciele Chrystusa | Wezwanie do nowego życia (3,1-4). Grzechy (3,5-10). Cnoty (3,11-17). Zasady życia domowego (3,18-4,1). Wezwanie końcowe (4,2-6) |
| 4,7-18  | Konkluzja                             | Przedstawienie wysłanników: Tychika i Onezyma, pozdrowienia, podpis i błogosławieństwo.                                         |

## Treść

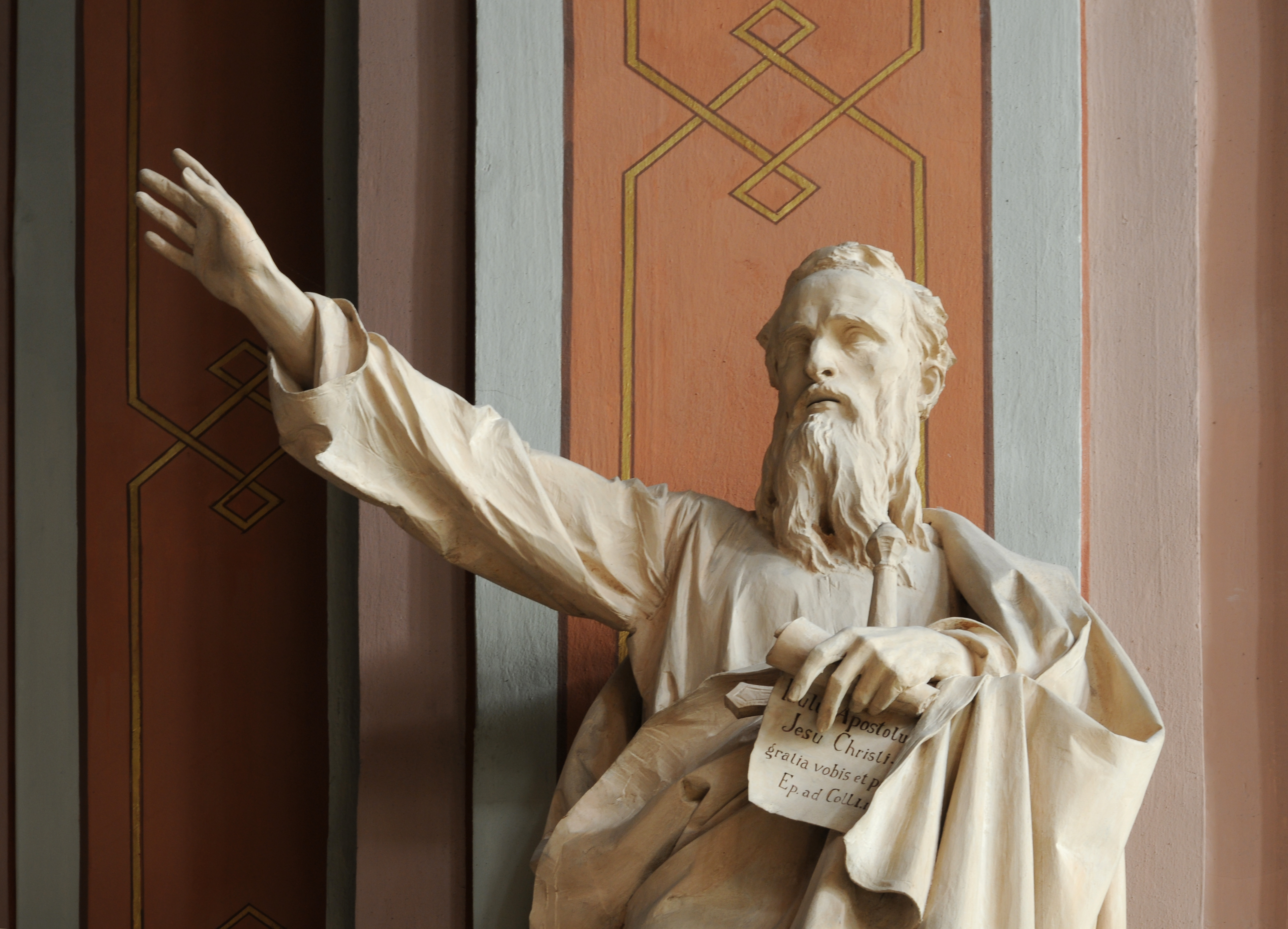
Paweł z adresem Listu do Kolosan w ręku. Ortisei (1907).

### Adres, dziękczynienie i modlitwa
Paweł Apostoł i Tymoteusz pozdrawiają wspólnotę w Kolosach, dziękując za wiarę, miłość i nadzieję jej członków, o których dowiedzieli się od Epafrasa. Modlą się przeto, by Kolosanie doszli do pełnego poznania woli Bożej i postępowania godnego uwolnionych przez Chrystusa spod władzy ciemności.

### Hymn Chrystologiczny
Chrystus jest bowiem obrazem Boga niewidzialnego, Pierworodnym, w którym i przez którego wszystko zostało stworzone. On jest Głową Ciała – Kościoła i Początkiem. Bóg zechciał bowiem, by zamieszkała w Nim cała Pełnia i by przez Niego pojednać wszystko ze sobą.

### Działalność Pawła
Apostoł raduje się ze swych cierpień, które dopełniają udręk Chrystusa. Ze zlecenia Bożego ma bowiem głosić wśród pogan tajemnicę ukrytą od wieków – Chrystusa, który jest nadzieją chwały chrześcijan. Paweł walczy, aby wierzący osiągnęli głębsze poznanie tej tajemnicy Boga, bo to w Chrystusie ukryte są wszystkie skarby mądrości i wiedzy, a nie w pozornych dowodach filozofów.

### Nauczanie
Filozofia oparta tylko na ludzkiej tradycji i żywiołach świata zagarnia w niewolę. To w Chrystusie jest cała Pełnia Bóstwa. On jest Głową wszelkich duchów (Zwierzchności i Władzy). W Nim kolosanie otrzymali prawdziwe, nie tylko cielesne, obrzezanie, wraz z Nim zostali pogrzebani w chrzcie i razem z Nim zmartwychwstali, a On skreślił obciążający ich zapis dłużny – wynikający z nakazów Prawa.
Nie powinni więc stosować się do nakazów dotyczących jedzenia i picia, świąt, nowiu i szabatu, które są tylko cieniami spraw przyszłych. Głoszący takie nakazy, zadufani w sobie, zbyt są przywiązani do ascezy i kultu aniołów, a nie trzymają się Głowy, z której wyrasta Ciało Chrystusowe. Ci, którzy z Chrystusem umarli dla żywiołów świata, nie powinni sobie dać narzucać nakazów: nie bierz, ani nie kosztuj, ani nie dotykaj, dotyczących przecież rzeczy przeznaczonych do zniszczenia.

### Praktykowanie życia w Ciele Chrystusa

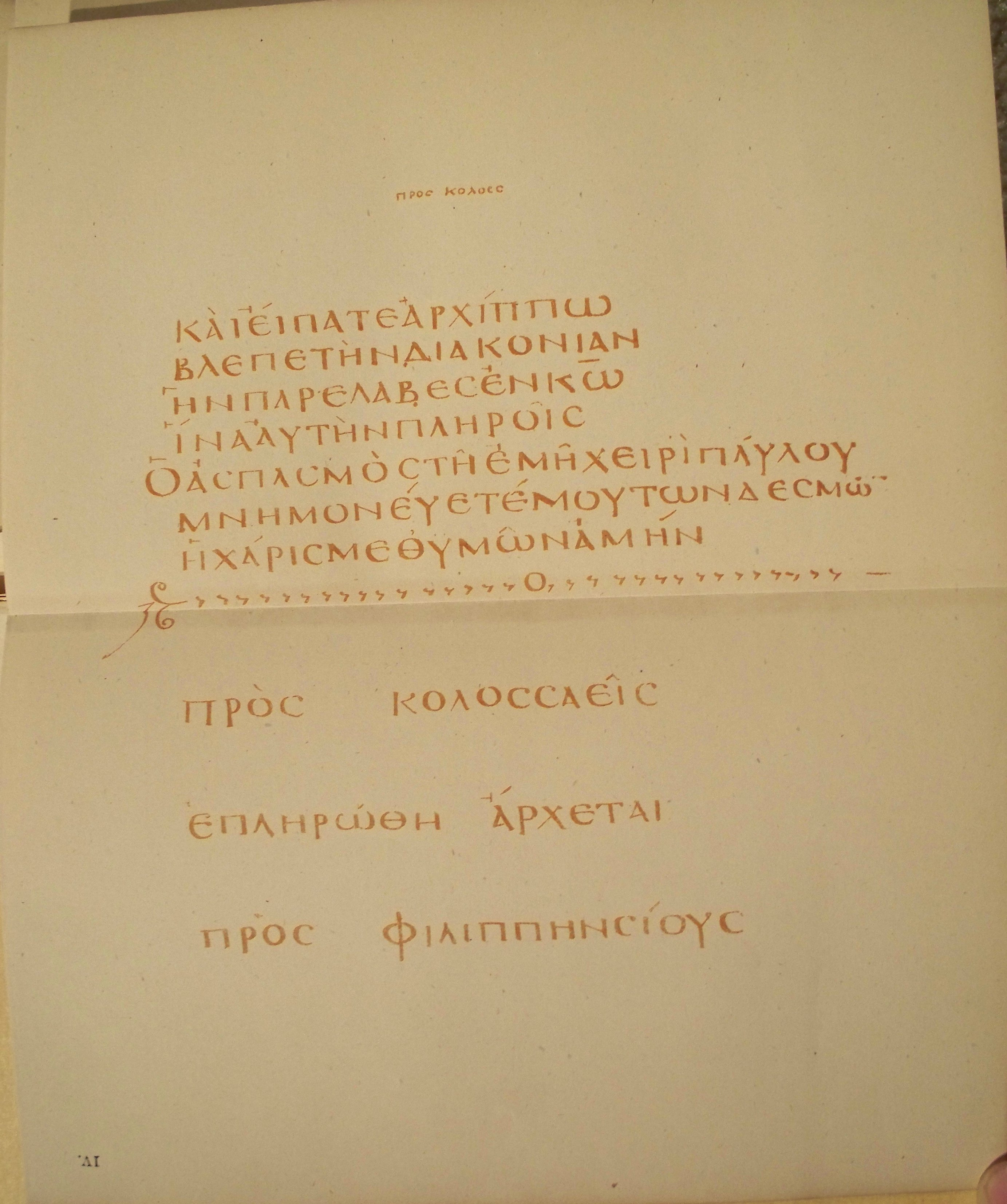
Ostatnia strona Listu w Kodeksie z Clermont

Ci, którzy powstali z Chrystusem z martwych, winni szukać tego, co w górze, gdzie przebywa Chrystus. Powinni zadać śmierć temu, co przyziemne: złym żądzom i płynącym z nich złym uczynkom, a postępować odtąd jak ludzie nowi, dla których nie ma już podziałów: nie ma Greka ani Żyda […] lecz wszystkim we wszystkich jest Chrystus. Dlatego mają się przyoblec w miłosierdzie, dobroć, pokorę, cierpliwość, znosząc jedni drugich i wybaczając sobie nawzajem, a na wszystko przyoblec miłość – więź doskonałości. Apostoł zachęca Kolosan do zachowania Chrystusowego pokoju i wdzięczności, nauczania siebie wzajemnie i śpiewania pieśni. A także by wszystko cokolwiek czynią, czynili na chwałę Pana Jezusa.
Paweł przekazuje też wzywające do jedności zalecenia domowe skierowane do żon i mężów, dzieci i rodziców. Wzywa niewolników, aby swą służbę pełnili z serca jak dla Pana, Bóg bowiem nie ma względu na osoby i sądzi sprawiedliwie ludzkie czyny. Panów nakłania do sprawiedliwego traktowania niewolników, bo i oni mają Pana w niebie.

### Zakończenie
Autor zachęca do modlitwy, szczególnie za siebie samego i swoich współpracowników, aby otwarte zostały podwoje dla głoszenia tajemnicy Chrystusa, z powodu której cierpi więzienie. Zapowiada, że wysyła do Kolosan Tychika i Onezyma, którzy wszystko dokładniej im przedstawią. Dalej następują pozdrowienia od Arystarcha, Marka, Jezusa zwanego Justusem, Epafrasa, Łukasza i Demasa. Apostoł pozdrawia Nimfasa i prosi, by Kolosanie przekazali ten list Laodycejczykom, a sami przeczytali list z Laodycei. Wreszcie pozdrawia wszystkich, własnoręcznie składając swój podpis na liście.

## Problem autorstwa

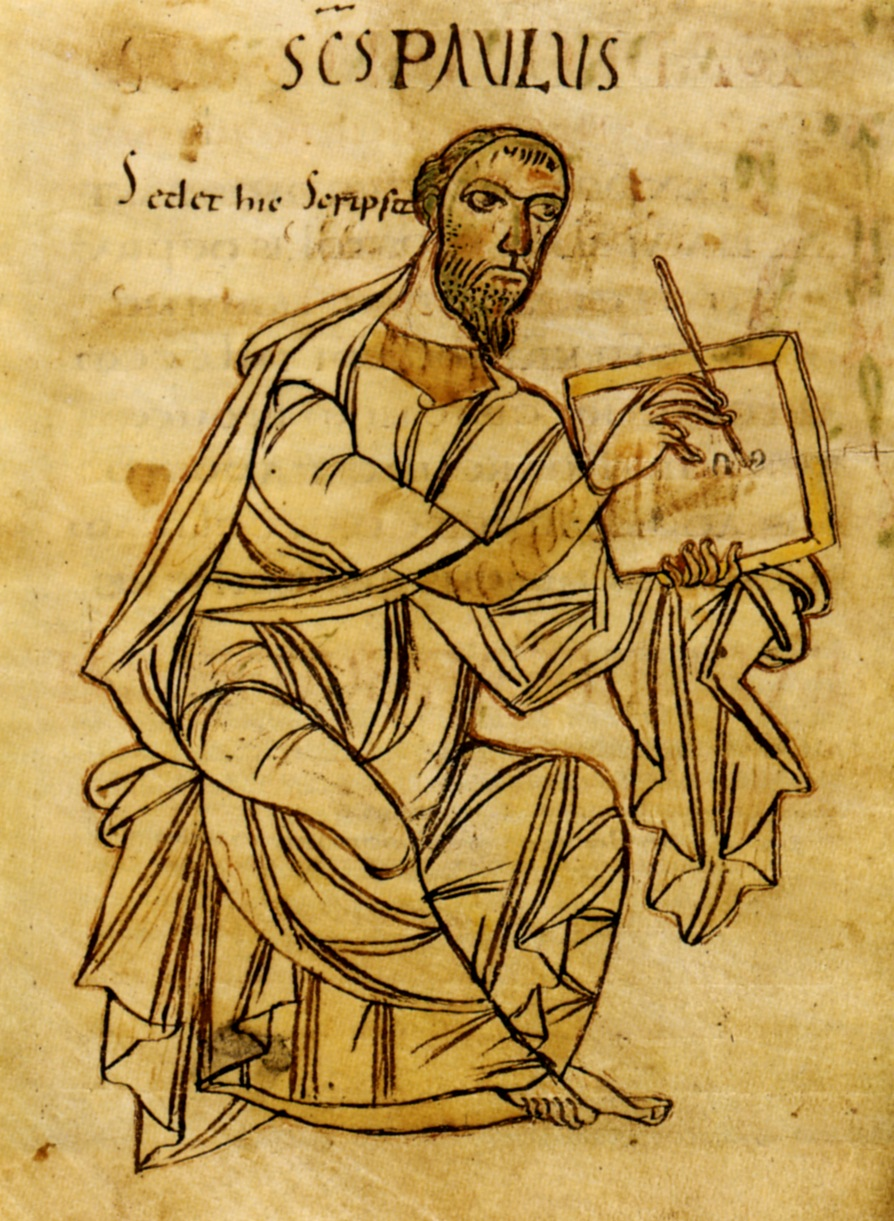
Święty Paweł piszący list. Manuskrypt z St. Gallen (IX w.)

Od czasów patrystycznych List do Kolosan był powszechnie uważany za Pawłowy na podstawie pojawiającego się w Liście imienia Pawła na początku Księgi (1,1.23) i w zakończeniu: Pozdrowienie ręką moją – Pawła (4,18). Pierwsze wyraźne wzmianki stwierdzające Pawłowe autorstwo Listu znajdują się u autorów z przełomu II i III wieku: u Ireneusza z Lyonu w Adversus Haereses, w Kanonie Muratoriego, u Tertuliana i w Kobiercach Klemensa Aleksandryjskiego.
W 1563 roku autorstwo Pawłowe zakwestionowano w Biblii brzeskiej, przekładzie opracowanym i uznanym przez polskich wyznawców kalwinizmu.
Pawłowe autorstwo zakwestionowano ponownie na początku XIX wieku (E. Evanson – 1805, E.Th. Meyerhoff – 1838), opierając się na różnicach słownictwa, stylu i teologii w porównaniu z listami uznawanymi za autentycznie Pawłowe.
Szkoła tybińska uważała List do Kolosan za przeróbkę Listu do Efezjan zredagowaną w okresie polemik antygnostyckich. Podjęte w XX wieku szeroko zakrojone badania krytyczne nie doprowadziły jednak do jednoznacznych wniosków.
Według badań R.E. Browna obecnie około 60% egzegetów odrzuca Pawłowe autorstwo Listu do Kolosan (dotyczy to głównie biblistów niemieckojęzycznych).
Za pochodzeniem Listu od Pawła opowiada się znaczna część biblistów anglojęzycznych. Dość powszechnie bronią również Pawłowego autorstwa Listu bibliści polscy.
Po okresie krytyki tekstu, pogląd o Pawłowym autorstwie Listu do Kolosan zdobywa sobie obecnie coraz szersze uznanie wśród uczonych.
Debata wokół autorstwa Listu do Kolosan wskazała na dwie grupy zagadnień dyskusyjnych – dotyczące języka i stylu oraz koncepcji teologicznych.

### Język i styl

#### Słownictwo
List do Kolosan zawiera 38 słów nie występujących nigdzie indziej w Nowym Testamencie (hapax logomena) oraz 28 słów nieużywanych w innych listach Pawła, ponadto 10 słów pojawia się jedynie w Liście do Efezjan. Brak w nim również typowo Pawłowych pojęć takich jak: „sprawiedliwość”, „wierzyć”, „prawo”, „zbawić”. Nie pojawia się również zwrot Bracia lub Bracia moi występujący w listach niewątpliwie Pawłowych.
Z drugiej strony większość słów wyjątkowych znajduje się w, uznawanym za „przed-pawłowy”, hymnie o Mesjaszu (1,15-20) oraz w części polemicznej (2,6-23), gdzie słownictwo zapożyczone jest od przeciwników Pawła. Używanie słów rzadkich nie jest zresztą cechą specyficzną Listu do Kolosan. Pod względem słów niewystępujących gdzie indziej podobnie jest w niewątpliwie Pawłowym Liście do Filipian. Z kolei w 1 Liście do Tesaloniczan i w Liście do Filemona także brakuje wielu pojęć uznawanych przez biblistów za kluczowe dla teologii świętego Pawła.

#### Styl
Styl Listu do Kolosan, obfity i wzniosły, różni się wyraźnie od szybkiego i emocjonalnego sposobu argumentowania z poprzednich listów. Wskazuje się na następujące cechy stylu księgi obce polemicznemu stylowi Listu do Rzymian czy Listu do Galatów: luźny sposób wprowadzania zdań podrzędnych, skojarzeniowy tok prowadzenia myśli, nieprecyzyjną logikę argumentacji, mniejsza dbałość o uporządkowane rozplanowanie treści.
Zauważalne jest też powtarzanie utartych zwrotów, nagromadzenie określeń bliskoznacznych i jednoznacznych - typowych dla języka hebrajskiego (paralelizmy), będącego rodzimym językiem apostoła Pawła.
Wskazują one na mniejsze natężenie argumentacji doktrynalnej, co może wynikać z mniej polemicznego charakteru pisma. Nagromadzenie synonimów i homonimów oraz powtórzeń służy wyraźnie stworzeniu u odbiorcy wrażenia bogactwa i doniosłości przekazywanych treści. 
Część uczonych twierdzi, że odmienności mogą być wynikiem zmian w stylu Pawła wynikających z upływu czasu lub przebytych cierpień, część przyjmuje również hipotezę dodania do Listu pewnej ilości materiału tradycyjnego (np. wzmiankowanego już „Hymnu Chrystologicznego” 1,15-20).

#### Wykorzystywanie wypowiedzi z innych listów
Wielu biblistów wskazuje na literacką zbieżność Listu do Kolosan przynajmniej z Listem do Filemona. M. Kiley dowodzi także zależności od Listu do Filipian, a M. Wolter od Listu do Rzymian. Pewna część egzegetów sugeruje zależność Listu od wszystkich listów Pawła. List do Kolosan zawiera istotnie liczne nawiązania do wyrażeń zawartych w innych listach Pawła, głównie w Liście do Rzymian, 1 Liście do Koryntian, Liście do Filipian i Liście do Filemona.
- Nawiązania te mogą świadczyć zarówno o tym, że z innych listów korzystał ktoś dobrze obeznany ze spuścizną Apostoła Pawła, jak i o tym, że on sam odwoływał się do swych wcześniejszych przemyśleń[8].

### Zagadnienia teologiczne
Chrystologia

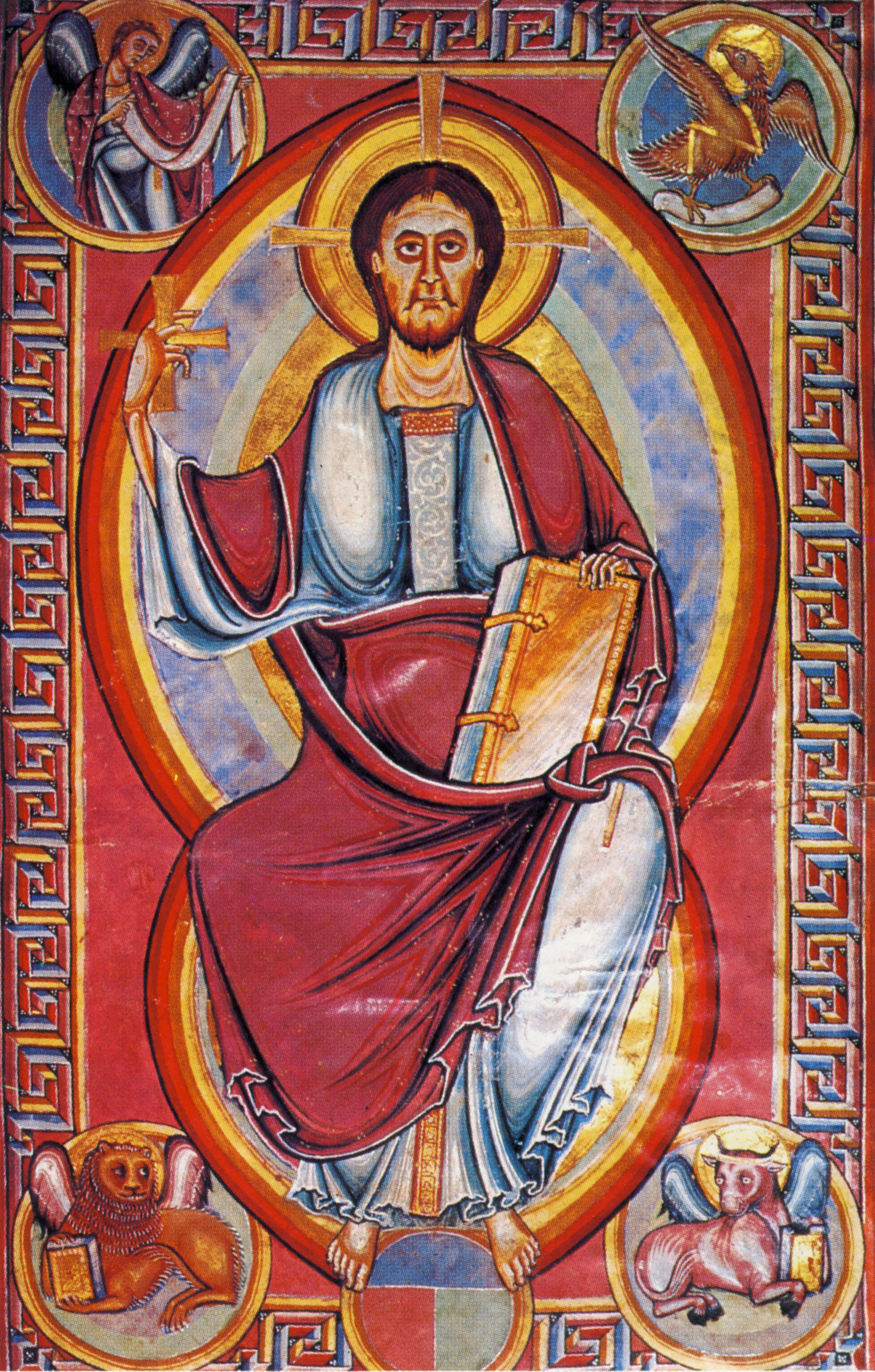
Chrystus w Majestacie

Chrystologia Listu do Kolosan, nazywana często chrystologią kosmiczną, ukazuje Chrystusa jako władcę całego stworzenia (1,15-17), w którym wszystko trwa, który podtrzymuje istnienie wszystkiego i przez którego dokonuje się pojednanie całego wszechświata z Bogiem (1,20). W Nim cała pełnia Bóstwa zamieszkuje cieleśnie (1,19). On też triumfuje nad wszelkimi mocami zła (2,10).
- Podobne idee można znaleźć i w innych listach Pawła, w Liście do Kolosan są one jednak niewątpliwie bardziej rozbudowane, mocniej też akcentuje się wywyższenie Chrystusa[8].

#### Eschatologia
Rozbudowanej chrystologii towarzyszy nauka o rzeczach ostatecznych, która w przypadku Listu do Kolosan kładzie nacisk na osiągnięty w Chrystusie stan zbawienia wszystkich wierzących. Wierni zostali „już” współwskrzeszeni (2,12) i przeniesieni do Jego chwalebnego królestwa (1,13). W innych listach Pawłowych udział wierzących w zmartwychwstaniu jest sprawą przyszłości (Flp 3,10 i nn.; Rz 6,5-8) – autorowi chodzi tu o perspektywę czegoś, co już się zaczęło, ale wypełni się w przyszłości.
Można jednak znaleźć miejsca, w których zmartwychwstanie traktowane jest jako teraźniejszość (Rz 6,4.11; Ga 2,19 i nn.). Zwraca się również uwagę na to, że większy nacisk Listu do Kolosan na teraźniejszość służy uwypukleniu niepowtarzalności znaczenia osoby i dzieła Jezusa mającego wpływ na życie i aktualne sprawy wierzących. Eschatologia, podobnie jak chrystologia, stanowi więc twórcze rozwinięcie idei zawartych we wcześniejszych listach Apostoła.

#### Eklezjologia
W listach niewątpliwie Pawłowych słowo Kościół oznacza zwykle konkretny lokalny zbór, natomiast w Liście do Kolosan odnosi się przede wszystkim do powszechnej społeczności wierzących, do „Ciała, którego Głową jest Chrystus” (1,18a).
Z naczenie obrazu Chrystusa jako Głowy Ciała – Kościoła (zarysowane już w 1 Kor 12,12 i nn.; Rz 12,4) wzrasta, stając się symbolem całkowitej i jedynej władzy Jezusa nad Kościołem. Znowu List twórczo rozwija zarysowany we wcześniejszych listach obraz Kościoła lokalnego jako obrazu i Ciała Chrystusa.

#### Pneumatologia
Typowa dla Pawła, rozbudowana nauka o Duchu Świętym jest w tym Liście właściwie nieobecna. Jedyne wyraźne odniesienie do Ducha Świętego zawiera Kol 1,8.

#### Obraz Apostoła
List ukazuje Apostoła jako posłanego do każdego człowieka (1,28), terenem jego misji jest cały świat (1,6). Cierpienia, jakich Paweł doznaje, apostoł postrzega jako współudział w cierpieniu całego „ciała” Kościoła, związanymi z wciąż obecną w nim niedoskonałością i dojrzewaniem (1,24). Niektórzy bibliści dopatrują się we fragmencie 1:24-2:5 gloryfikowania postaci apostoła i hołdu złożonego Pawłowi, który nie mógł wyjść spod jego ręki.
W innych listach można dostrzec, że Paweł nie cofał się w innych listach przed chlubieniem się - jednak w Chrystusie (np. 2 Kor 11,16–12,11), a więc w sposób który gloryfikuje postać Jezusa, prowadzi do uwielbienia jego - nie apostoła.

## Autor, czas i miejsce powstania

### Paweł
Zwolennicy Pawłowego autorstwa Księgi polegają na świadectwie zawartym w Liście: na imieniu Pawła podanym w adresie oraz na podpisie złożonym pod koniec Listu. Wskazują na uwiarygodniający działalność Pawła zespół jego współpracowników, wśród których są wymienieni: Tymoteusz, Epafras, Tychik, Onezym, Arystarch, Marek, Łukasz, Barnaba, Jezus Justus i Demas. Podkreślają również fakt, że List twórczo rozwija główne idee Pawła. Wskazane wyżej różnice pomiędzy Listem do Kolosan a innymi listami tłumaczą w głównej mierze rozwojem teologii i stylu Apostoła w późniejszym okresie jego życia. Podważają również możliwość posłużenia się pseudonimem przez innego autora krótko po śmierci Apostoła.

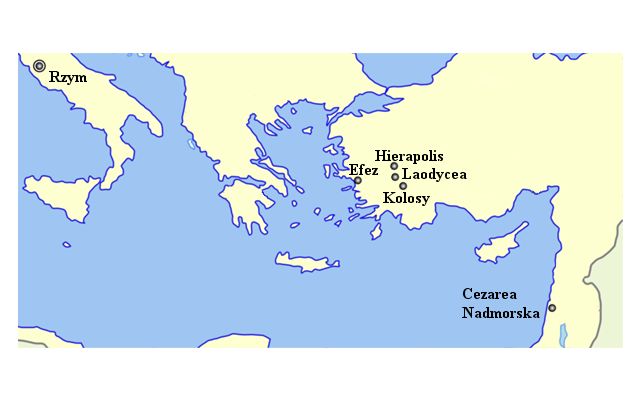
Miejscowości związane z Listem do Kolosan

Zwolennicy tezy o Pawłowym autorstwie Listu wskazują, w zależności od osobistych przekonań, na trzy możliwe miejsca powstania Listu:
- Efez (54–57) – lokalizacja efeska dobrze tłumacząca podróże, jakie odbywają między Pawłem a Kolosami jego uczniowie: Epafras, a potem Tychik i Onezym. Ani Pismo Święte, ani tradycja nie przekazały jednak informacji o uwięzieniu Pawła w Efezie. Ponadto teologia Listu do Kolosan różni się tak bardzo od teologii, napisanych w Efezie Listu do Galatów i 1 Listu do Koryntian, że teza ta nie ma wielu zwolenników[22].
- Cezarea Nadmorska (58–60) – stanowiąca próbę wskazania miejsca nie tak odległego od Kolosów, w którym Paweł na pewno był więziony. Jednak odległość między Cezareą a Kolosami jest również dość znaczna, wątpliwe jest też, by mogli się tam zgromadzić współpracownicy wymienieni w Liście. Wreszcie w Cezarei Paweł nie cieszył się taką swobodą, o jakiej pisze w Liście do Kolosan[22]
- Rzym (61–63) – tradycyjnie przyjmowany za miejsce napisania Listu. Warunki pobytu Apostoła w więzieniu, o jakich pisze do Kolosan rzeczywiście najlepiej odpowiadają uwięzieniu rzymskiemu. W Rzymie, jak wynika z lektury Dziejów Apostolskich i 2 Listu do Tymoteusza, mogli się też zgromadzić wokół Pawła wszyscy wymienieni w Liście do Kolosan uczniowie[23]. Rzym najlepiej też harmonizuje z teologią Listu, sugerującą upływ kilku lat od powstania wielkich listów. Problem stanowi odległość Rzymu od Frygii i konieczność przyjęcia, że Paweł zrezygnował lub przełożył na później zamierzoną podróż do Hiszpanii. Trudniejsze stają się również podróże Epafrasa i Onezyma[22]. Ponieważ około 60/61 roku dolinę Likosu nawiedziło silne trzęsienie ziemi, a w Liście nie ma o nim wzmianki, część uczonych przyjmuje, że musiał on powstać przed tą datą albo przynajmniej zanim wiadomość o klęsce dotarła do Rzymu[24].

### Uczeń Pawła
Wychodząc od różnic stylistycznych i teologicznych pomiędzy Listem do Kolosan a innymi listami niewątpliwie Pawłowymi, znaczna część badaczy przyjmuje, że List nie został napisany przez Pawła. Wzmianki o autorstwie Pawła i jego podpis traktują jako zabiegi uwiarygodniające Pawłowe autorstwo Listu. Podobnie odnoszą się do imion wymienionych w Liście współpracowników, wskazując, że zostali oni najprawdopodobniej przepisani z Listu do Filemona, gdzie występują w niemal identycznym składzie. Przyjmuje się trzy możliwe daty napisania Listu przez innego autora:
- Pomiędzy 61 a 64/67 rokiem w Rzymie, jeszcze za życia Pawła, może nawet przed trzęsieniem ziemi z 60/61 roku. W takim razie Paweł sam zleciłby napisanie Listu, którego z jakichś powodów napisać nie mógł. Mógł uczestniczyć w jego formowaniu, a nawet złożyć pod nim podpis. Powierzenie napisania pisma uczniowi tłumaczy natomiast jego odmienności stylistyczne i teologiczne.
- Około 70 roku, krótko po śmierci Apostoła, w Rzymie lub w Efezie. List stanowiłby twórcze rozwinięcie teologii Pawła, być może zbierające jego późne nauczanie[22].
- Około 80 roku w Efezie. Jest to najpóźniejsza data powstania Listu proponowana obecnie przez biblistów z uwagi na to, że około 110 roku pismo było już znane Ignacemu Antiocheńskiemu[22].

Ponieważ autor bardzo dobrze zna teologię świętego Pawła i jego styl, zakłada się, że autorem Listu musiał być uczeń z najbliższego otoczenia Apostoła, najczęściej też przyjmuje się, że musiał to być ktoś, po kim pozostał ślad w Nowym Testamencie.
Egzegeci eliminują możliwość napisania Listu przez niektórych współpracowników Pawła, ponieważ:
1. Autorstwo Onezyma, Tychika i Epafrasa oznaczałoby, że wychwalali samych siebie, co nie wydaje się prawdopodobne (jednak według komentarza z r. 1563 w dawnym przekładzie Biblii polskich chrześcijan reformowanych, Biblii brzeskiej, autorami listu są właśnie dwaj pierwsi).
2. Fakt opuszczenia w tym czasie Apostoła przez Demasa, Krescensa i Tytusa (2 Tm 4,10-12)[26] sprawia, że również oni nie są zaliczani do grona potencjalnych autorów.
3. Według ks. Bartosza Adamczewskiego mocno antyjudaistyczna teologia Listu i serdeczny stosunek autora do poganochrześcijan świadczą ponadto przeciw autorstwu judeochrześcijan Marka i Justusa[25], choć sam autor listu pisze, że to właśnie jego współtowarzysze Żydzi są jedynymi, którzy stali się dla niego pociechą (Kol 4, 11)[27].

W związku z tym jako potencjalni autorzy, oprócz samego Pawła, pod uwagę brani są:
- Łukasz, którego autor Listu do Kolosan nazywa oszczędnie lekarzem umiłowanym (Kol 4,14)[28]. Terminologia paramedyczna Listu jest jednak mało precyzyjna jak na lekarza. Przypisanie autorstwa Łukaszowi rodzi ponadto problem różnic teologii i stylu pomiędzy Listem do Kolosan, a przypisywanymi Łukaszowi Ewangelią i Dziejami Apostolskimi[29].
- Tymoteusz, wymieniony w adresie Listu jako jego współnadawca. Tymoteusz był poganochrześcijaninem, wieloletnim współpracownikiem Apostoła, a także współnadawcą kilku jego listów. Z pewnością też znał dobrze teologię Pawła[25].

## Przeciwnicy Kolosan według Pawła
Cel Listu stanowi umocnienie wiary wspólnoty i skorygowanie błędów, które się w niej pojawiły. Jednym z głównych przedmiotów trwających już blisko dwa stulecia badań nad Listem było ustalenie, kim byli przeciwnicy wprowadzający Kolosan w błąd. Z Listu wynika, że były to: filozofia, czcze oszustwo (2,8) oraz ludzka tradycja (2,8), dotyczące żywiołów świata (2,8), aniołów (2,18), nakazujące przestrzeganie przepisów pokarmowych oraz żydowskich świąt, nowiu i szabatu (2,16), powstrzymywanie się od kontaktu z pewnymi rzeczami (2,21) oraz zachęcające do praktyk ascetycznych (2,23). Ponieważ Apostoł zarzuca adresatom, że nie trzymają się mocno Głowy (2,19), najwyraźniej błąd pojawił się wewnątrz wspólnoty chrześcijańskiej. Przepajająca życie Kolosów atmosfera synkretyzmu, w której łączyły się elementy pogańskiej filozofii, magii, astrologii i religii misteriów oraz wpływy judaistyczne i chrześcijańskie, sprawia, że pomimo dwóch wieków badań trudno zidentyfikować kolosańską herezję z jakąś konkretną doktryną religijną.

### Gnostycyzm

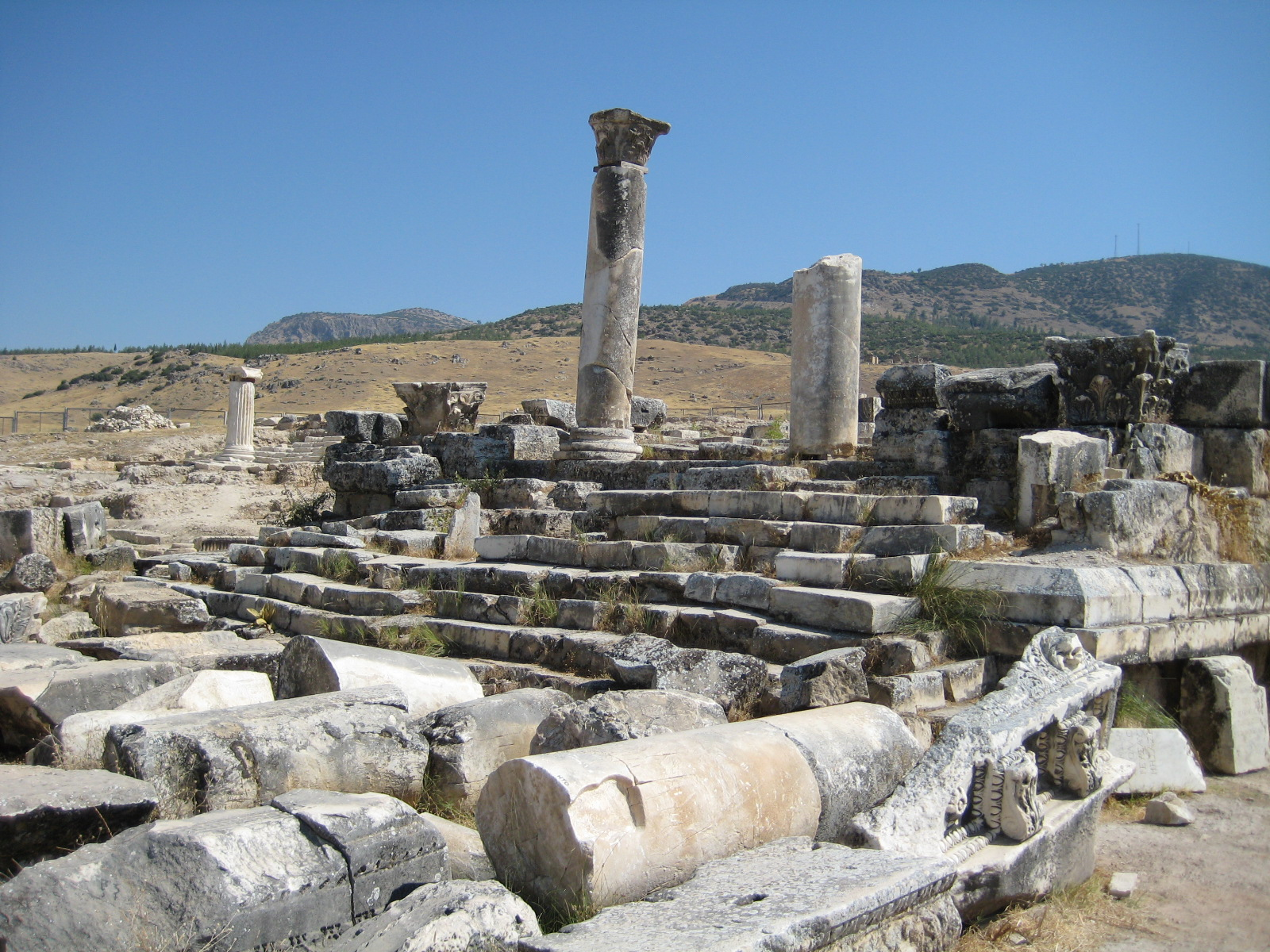
Ruiny Plutonion w Hierapolis

Najstarsze hipotezy nowożytne łączą błąd szerzący się wśród kolosan z gnostycyzmem. XIX-wieczna szkoła tybińska uznawała List do Kolosan za przeróbkę Listu do Efezjan, wykorzystywaną w polemikach antygnostycznych. Podstawę identyfikacji poglądów kolosan z gnostycyzmem stanowił werset 21. rozdziału 2., przestrzegający przed braniem, kosztowaniem czy dotykaniem rzeczy materialnych, który zdaniem badaczy nawiązywał do gnostyckiej odrazy do materii. Na gnostycyzm mogły też wskazywać inne pojęcia przytoczone w Liście, a występujące w gnostycyzmie: ascetyzm, pełnia Boga, mądrość, poznanie, dualizm. Obecnie odrzuca się tezę o zależności Listu do Kolosan od Listu do Efezjan. Wątpliwości budzi również istnienie gnostycyzmu we Frygii w I wieku po Chr.

### Kulty misteryjne
W I połowie XX wieku popularna stała się koncepcja porównująca herezję Kolosan z kultami misteryjnymi. Skłaniały do tego znajdujący się w sąsiedztwie Kolosów ośrodek ekstatycznego kultu bogini Kybele w Hierapolis oraz pewne pojęcia użyte w tekście Listu. Przede wszystkim użyte w Kol 2,18 tajemnicze słowo embatueō (wchodzić) mające wedle zwolenników tej teorii oznaczać termin techniczny oznaczający inicjację. Do obrzędów inicjacyjnych odnosić miał się też wiersz 2,11:  w Nim też otrzymaliście obrzezanie, nie z ręki ludzkiej, lecz Chrystusowe obrzezanie, polegające na zupełnym wyzuciu się z ciała grzesznego oraz pojawiające się w Liście pojęcie tajemnica (1,26.27; 2,2; 4,3).

### Filozofia hellenistyczna
Inną próbą zidentyfikowania charakteru błędu Kolosan było powiązanie go z pogańską filozofią grecką. E. Schweizer wskazał, że wypowiedzi o filozofii i żywiołach świata (2,8.20) mogą wskazywać na wpływy neopitagoreizmu. Zdaniem Schweizera w poglądach neopitagorejczyków pojawiają się wszystkie elementy błędu Kolosan, z wyjątkiem przepisów dotyczących pokarmów i szabatu. T. W. Martin wysunął hipotezę, że herezja kolosan stanowi popularną wersję średniego platonizmu, głoszącego ascezę i kult niebiańskich posłańców. Obie hipotezy są dosyć słabo uzasadnione filologicznie.

### Apokaliptyczny judaizm

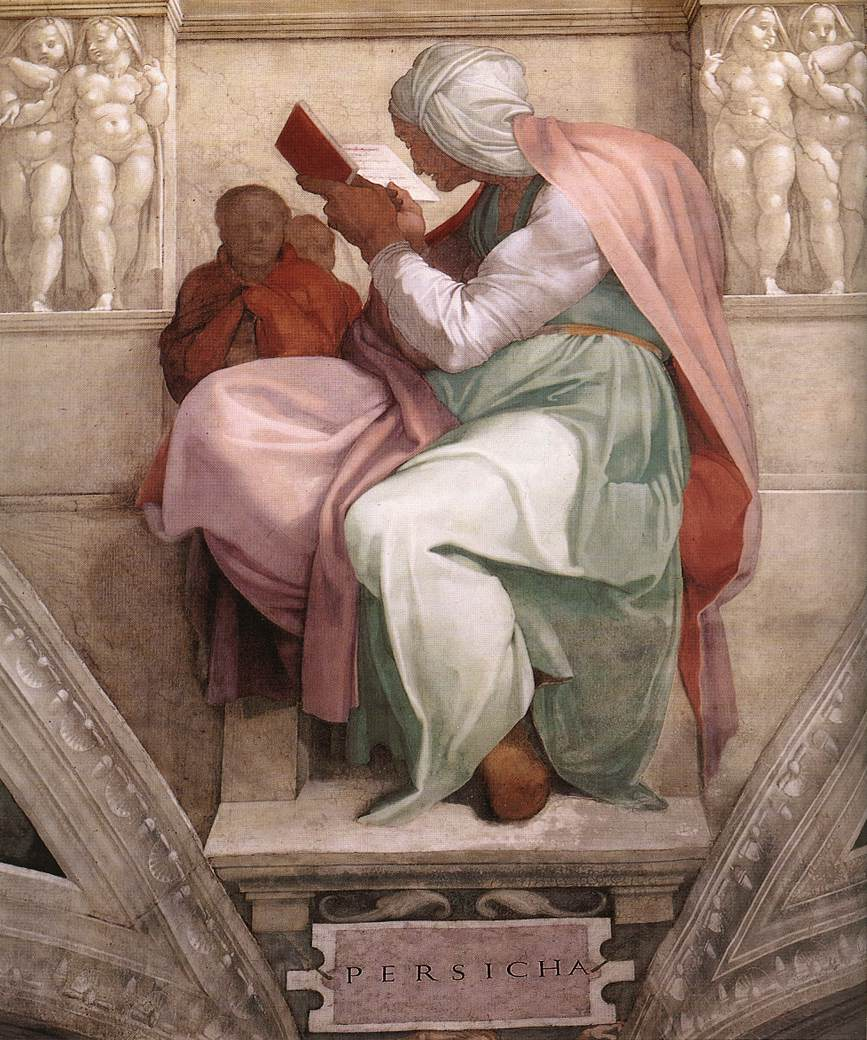
Sybilla perska. Kaplica Sykstyńska

W ostatnich latach bardzo popularna stała się koncepcja wiążąca błędy kolosan z wpływami apokaliptycznego judaizmu. Większość wypowiedzi polemicznych Listu skierowana jest bowiem niewątpliwie przeciw koncepcjom współczesnego autorowi judaizmu: obrzezanie nie z ręki ludzkiej (2,11), obciążający nas przepisami zapis dłużny (2,14), kwestie jedzenia, picia, świąt, nowiu i szabatu (2,16). Jako dotyczący judaistycznych przepisów pokarmowych może być tłumaczony nakaz: nie bierz, ani nie kosztuj, ani nie dotykaj (2,21). Wiersz 2,18: Niechaj was nikt nie odsądza od nagrody zamiłowany w uniżaniu siebie i przesadnej czci aniołów jest traktowany jako krytyka apokaliptyków żydowskich, stwierdzających swój udział w liturgii niebiańskiej, a uwagi o uniżaniu siebie i nieoszczędzaniu ciała (2,23) jako aluzja do praktyk ascetycznych. Wśród zwolenników tej teorii toczy się dyskusja czy autor Listu miał na myśli judaizm pozachrześcijański, być może qumrański czy też raczej judaizującą, apokaliptyczną odmianę chrześcijaństwa.

### Pobożność ludowa
Niepowodzenia w powiązaniu błędu Kolosan z konkretną doktryną religijną skłaniają obecnie sporą grupę biblistów do traktowania go jako lokalnego fenomenu religijnego, łączącego w sobie elementy kultów ekstatycznych, filozofii greckiej, frygijskiej pobożności pogańskiej, judaizmu i chrześcijaństwa. Fakt, że żydowskie wyrocznie sybillińskie mogły pochodzić z tego regionu, oraz pojawienie się tam później chrześcijańskich montanistów mogą sugerować, że lokalna odmiana judaizmu zawierała elementy apokaliptyczne. Bliskość ośrodka ekstatycznego kultu bogini Kybele w Hierapolis i związanej z nim groty Plutonion, której trujące wyziewy przyprawiały wchodzących o halucynacje traktowane jako otrzymane od bogów nadprzyrodzone wizje, sprawia, że elementy inicjacyjne i profetyczne, kult duchów pośredników pobrzmiewające w poglądach Kolosan mogły mieć również częściowo pogański rodowód. Wątpliwości budzi jedynie łączenie błędów Kolosan z gnostycyzmem, nie wyklucza się jednak, że odzwierciedlają one jakąś syntezę różnych nurtów myślowych, które w późniejszym czasie przyczyniły się do powstania gnostycyzmu.

## Związki z innymi listami
List do Kolosan porusza szereg motywów Pawłowych znanych z innych listów – Jezus jest Synem Bożym, w którym wierzący doznają odkupienia (1,13-14; Rz 3,24); uwalnia od Prawa Mojżeszowego (2,14; Ga 4,4); wierzący wraz z Chrystusem są pogrzebani w chrzcie (2,12; Rz 6,4); istnieją dwa królestwa: ciemności i światłości; Kościół jest Ciałem Chrystusowym (1 Kor 12,12-27; Rz 12,4-5). Szczególnie wyraźne związki łączą List do Kolosan z dwoma listami: Listem do Filemona i Listem do Efezjan.

### List do Kolosan a List do Filemona

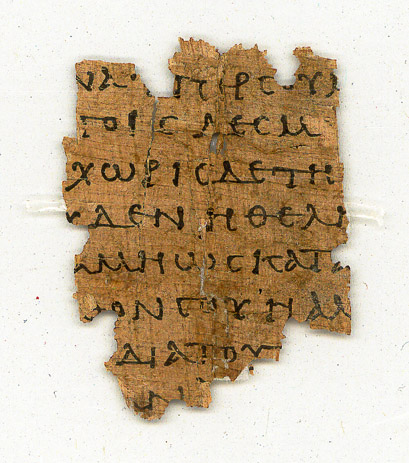
Fragment Listu do Filemona

Istnieje szereg podobieństw pomiędzy obydwoma listami. Współautorem obydwu jest Tymoteusz. Na końcu każdego z nich Paweł własnoręcznym podpisem potwierdza swoje autorstwo (Kol 4,18; Flm 19; podobnie jest w 1 Kor 16,21 i Ga 6,11). Podobna jest lista współpracowników Apostoła. W obydwu listach wymienieni są, choć w różnej kolejności, Epafras, Marek, Arystarch, Demas i Łukasz. W Liście do Kolosan wymienia się jeszcze dodatkowo Jezusa zwanego Justusem. Spośród adresatów Listu do Filemona: Filemona, Apfii i Archipa, w Liście do Kolosan wymienia się tylko Archipa, wspomniany też jest Onezym, główna postać Listu do Filemona. Niektórzy uczeni uważają, że obydwa listy powstały równocześnie. Wedle innej hipotezy Filemon, Apfia i Archip mogli być mieszkańcami Laodycei, a List do Filemona byłby napisanym nieco wcześniej Listem z Laodycei, o którym mowa w Kol 4,16. Według jeszcze innej hipotezy nieznany autor wzorował się przy pisaniu Listu do Kolosan na Liście do Filemona.

### List do Kolosan a List do Efezjan
List do Efezjan z literackiego punktu widzenia jest zależny od Listu do Kolosan, ale nie wzoruje się na nim. Podejmuje wiele tematów i wyrażeń, ale tylko nieliczne zdania i sekwencje zdań. Uczeni postawili hipotezę, że List do Efezjan nie zależy wprost od Listu do Kolosan, ale od hymnów i tradycji liturgicznych i katechetycznych wykorzystywanych w obydwu listach. Autor Listu do Efezjan wyraźnie jednak posługuje się tekstem Listu do Kolosan – swobodnie streszcza albo rozbudowuje określone fragmenty tekstu, mówi wyraźnie to, co w pierwszym liście było pozostawione domysłowi, dając często dowód stylistycznego i teologicznego postępu w stosunku do Listu do Kolosan.